# ジャン・プーニェ
ジャン・プーニェ（Jean Pougnet, 1907年7月20日 - 1968年7月14日）は、モーリシャス出身のヴァイオリン奏者。
モーリシャスの生まれ。ピアノ教師だった父親から音楽の基礎教育を受けた。1909年に家族でイギリスに移住し、近所に住んでいたヴァイオリニストのロースビー・ウーフの薫陶を受ける。1918年にはロンドン王立音楽院でヴァイオリンを専攻し、1925年に卒業した。1919年にはコヴェントガーデンのキングス・ホールでコンサートを開いてデビューを果たし、音楽院在学中より弦楽四重奏団を結成して室内楽方面でも活動した。1942年からBBCサロン管弦楽団のコンサートマスターとなり、この頃より1945年までロンドン・フィルハーモニー管弦楽団のコンサートマスターを務めた。
フェリングにて没。